# Bando de Dois
Bando de Dois é um romance gráfico de Danilo Beyruth publicado em 2010 pela Zarabatana Books. O livro conta a história dos cangaceiros Tinhoso e Caveira de Boi, únicos sobreviventes de um bando dizimado pelo Tenente Honório. Eles decidem vingar os amigos mortos recuperando suas cabeças, que foram decepadas e colocadas em caixas que estavam sendo levadas para a capital, onde seriam exibidas como troféus. O livro foi publicado com apoio do ProAc (Programa de Apoio à Cultura do Estado de São Paulo), que financiou a produção e publicação da obra. Em 2011, o livro ganhou o Troféu HQ Mix na categoria "melhor edição especial nacional".
Em fevereiro de 2015, é anunciado que Bando de dois seria publicada em Portugal na Coleção Novela Gráfica, publicada pela editora Levoir em parceria com o jornal Público.
Em maio de 2020, a Zarabatana Books lança um financiamento coletivo no Catarse de uma edição colorida de "Bando de dois", as cores foram feitas por Fabien Alquier, para a edição francesa da editora EP Media.